# Jean Valluy
Jean Valluy, né le 15 mai 1899 à Rive-de-Gier (Loire) et mort le 4 janvier 1970 à Paris, est un général d'armée français.
Saint-Cyrien, il se distingue au cours de la Seconde Guerre mondiale, comme général de brigade, chef d'état-major du général de Lattre de Tassigny de la 1re armée en 1944 puis au commandement de la 9e division d'infanterie coloniale (9e DIC) en 1945. Durant la Guerre d'Indochine, il remplace le général Leclerc comme commandant supérieur des forces françaises en Extrême-Orient de 1946 à 1948. Général d'armée en 1955, il succède au maréchal Alphonse Juin comme Commandant en chef du secteur Centre-Europe de l'OTAN de 1956 à 1960.

## Biographie

### Famille
Jean Valluy est le fils de de Claude Valluy, ingénieur, et de Jeanne Cossanges. Il se marie en 1924 à Lyon avec Claude Joséphine Folliet.

### Formation
Il fait toutes ses études à l'école Ozanam et au lycée Ampère à Lyon, ainsi qu'au collège Stanislas de Paris, avant d'être admis à Saint-Cyr en 1917 (promotion La Fayette). 

### Première Guerre mondiale
Il sort aspirant en juillet 1918 et rejoint le régiment d'infanterie coloniale du Maroc (RICM) en août 1918. Il participe aux quatre derniers mois de la Première Guerre mondiale, est blessé et cité.

### Armée du Levant (1920-1922)
Après un bref retour à Saint-Cyr, il rejoint l'armée du Levant et participe à la campagne de Syrie entre juillet 1920 et janvier 1922. Il est cité trois fois. 

### Guerre du Rif (1925-1927)
Il participe ensuite à l'occupation des territoires rhénans puis à la guerre du Rif de juin 1925 à mars 1927. Il est cité de nouveau à trois reprises et fait chevalier de la Légion d’honneur le 15 septembre 1926.

### Pacification du Maroc (1929-1933)
De retour en France, il est admis à l'École supérieure de Guerre à Paris en 1927 puis il retourne au Maroc fin 1929. Il est promu capitaine le 25 mars 1929. Le 11 avril 1932, il est cité à l’ordre de l’armée pour sa conduite lors des opérations du Tafilalet. Il rentre en France en juillet 1933.

### Chine (1937-1939)
Promu chef de bataillon en  mars 1937, il est désigné pour servir en Chine et débarque à Shanghai en avril 1937.

### Seconde Guerre mondiale
De retour en France en septembre 1939, il est en juin 1940 lors de la bataille de France, chef du bureau des opérations du 21e corps d'armée. Il est fait prisonnier et reste un an en captivité. Il est promu officier de la Légion d’honneur le 1er septembre 1940. 
Rapatrié d'Allemagne en juillet 1941, il est promu lieutenant-colonel le 25 octobre 1941 puis envoyé à Dakar en novembre comme sous-chef d'état-major. En novembre 1942, il est nommé commandant du 18e régiment de tirailleurs sénégalais puis chef d'état-major du commandant supérieur en mars 1943. 
En août 1943, il est directeur des troupes coloniales à Alger. 
Il devient chef d'état-major du général de Lattre de Tassigny à la 1re armée française en juin 1944, débarque en Provence en août. Promu général de brigade en septembre 1944, il participe à la bataille des Vosges et à la bataille d'Alsace. En février 1945, il prend le commandement de la 9e division d'infanterie coloniale qui, la première, franchira le Rhin à Leimersheim, prend Karlsruhe, Baden-Baden, Rastatt et Kehl, avant de pousser vers le Haut-Danube et la frontière suisse.
Il est promu commandeur de la Légion d’honneur le 3 avril 1945 pour avoir « été l'un des artisans des victoires qui ont amené la 1re armée française de la Méditerranée jusqu'au Rhin ».

### Guerre d'Indochine
Débarqué en décembre 1945 en Indochine avec la 9e division d'infanterie coloniale, il est promu général de division le 25 mars 1946 et nommé commandant supérieur des troupes d'Indochine en avril 1946 en remplacement du général Leclerc. En juillet 1946, il devient commandant supérieur des forces françaises en Extrême-Orient . 
À Haïphong, les Vietnamiens s'opposent à un contrôle douanier, le 20 novembre. Hô Chi Minh propose de réunir immédiatement la commission mixte des douanes. Mais le général Valluy, remplaçant d'Argenlieu, après avoir câblé au colonel Dèbes le 22 : « Suite événement du 20, estime indispensable profiter incident pour améliorer notre position Haïphong » lui donne l'ordre suivant : « Le moment est venu de donner une dure leçon à ceux qui nous ont traîtreusement attaqués. Par tous les moyens à votre disposition vous devez vous rendre maître complètement d'Haïphong et amener le Gouvernement et l'armée vietnamienne à résipiscence. » Cette décision causa plus de 6 000 victimes parmi les civils lors du bombardement de Haïphong. Selon l’historien Anthony James Joes, après « cet acte barbare et stupide » il n'est plus question de « paternalisme français » mais d'une vraie guerre pour se maintenir au pouvoir,.
À la suite de la reconquête du Sud de l'Indochine par l'armée française (en particulier à la mi-1946), le général Valluy publia des ordres pour arrêter les pratiques de torture. À la suite de la décision politique de réduire le nombre de militaires du corps expéditionnaire, il fut dans l'obligation de retirer des unités du Nord Tonkin (notamment sur la route coloniale 4) pour intervenir en Cochinchine. Il s'opposa aux tentatives de paix entreprises par  le Haut-Commissaire Emile Bollaert. N'estimant n'avoir plus les moyens de sa mission, il démissionna en 1948. Il est cité deux fois à l'ordre de l'armée au cours de cette période.
Il rentre en France en février 1948. 
Il est nommé inspecteur des forces terrestres d'Outre-mer le 1er mai et le 5 mai, il est élevé à la dignité de grand-officier de la Légion d’honneur.

### Commandant en chef du secteur Centre-Europe de l'OTAN (1956-1960)
En juin 1952, il entame une carrière interalliée comme adjoint du général Gruenther au SHAPE. Il succède ensuite au général Paul Ély comme représentant de la France au groupe permanent de l'OTAN à Washington en 1953. 
Promu général d’armée le 1er novembre 1955, en octobre 1956, il est nommé Commandant en Chef Centre-Europe (CINCCENT) et prend le Commandement des Forces alliées en Centre-Europe (AFCENT) de l'OTAN. Il remplace à ce poste le maréchal Alphonse Juin.
Ainsi il alterne au cours de sa carrière les séjours métropolitains avec les expéditions et les séjours Outre-mer et à l'étranger, totalisant sept ans en Asie, neuf en Afrique et trois en Amérique. 
Il est élevé à la dignité de grand-croix de la Légion d'honneur le 3 avril 1960 et prend sa retraite en mai 1960.

### Dernières années
Il est nommé secrétaire général de l'Association internationale du traité de l'Atlantique (ATA) et président de la Saint-Cyrienne en 1961 et le restera jusqu'en 1965. Grièvement blessé lors d'un accident de chemin de fer près de Vallorbe en juillet 1964, il consacre ses années de retraite à l'histoire et à la pensée militaire.
Il meurt à Paris le 4 janvier 1970 et est inhumé à Rive-de-Gier le 8 janvier.

## Publications
Il est l'auteur de divers articles dans la Revue des deux Mondes, la Revue de la Défense Nationale, et le XXe Siècle fédéraliste. Il a fait paraître deux ouvrages, l'un Se Défendre (Plon, 1960 - Prix du maréchal Foch 1961 de l’Académie française), l'autre Honneur et Patrie (Nouvelles Éditions Latines, 1964) et dirige le comité de rédaction de La Première Guerre mondiale (Larousse, 1968).

### Auteur
- Se défendre ? : contre qui ? pour quoi ? et comment ?, Paris, Plon, 1960.
- Honneur et patrie : nation et supranation, Paris, Nouvelles Éditions latines , 1964.
- Problèmes atlantiques en collaboration avec Raymond Aron, Paris, Association française pour la communauté atlantique, 1960.

### Directeur de publication
- La Première Guerre mondiale (2 tomes) avec la collaboration de Pierre Dufourcq ; préface de Maurice Genevoix, Paris, Larousse, 1968.

### Préfacier
- La guerre des blindés Tome I, Flux et reflux des Panzer : les opérations de la deuxième guerre mondiale sur les fronts d'Europe et d'Afrique, major Eddy Bauer ; préface du Général Jean Valluy, 2e éd. entièrement refondue et mise à jour, Paris, Payot, 1962.
- La guerre des blindés Tome II, L'écrasement du IIIe Reich : les opérations de la deuxième guerre mondiale sur les fronts d'Europe et d'Afrique, major Eddy Bauer ; préface du Général Jean Valluy, 2e éd. entièrement refondue et mise à jour, Paris, Payot, 1962.
- Stratégie pour l'Occident : l'U.R.S.S. dans l'O.T.A.N.?, essai politique et militaire , Fernand-Thiébaut Schneider ; préface du général Valluy, Paris, Charles-Lavauzelle, 1965.
- Les grandes batailles terrestres, sous la direction de Cyril Falls, préface du général Jean Valluy, traduction de France-Marie Watkins, Paris, Ed. du Pont-Royal, 1964.
- Un héros d'Indochine : Le capitaine Roussel de l'Infanterie Coloniale. (Promotion "Amitié Franco Britannique"), Lt. Colonel Louis Pierre Jean Maurel, Jean Valentin ; préface du Général Valluy, Albi, imp. reliure des Orphelins-Apprentis, 1952.

## Décorations
Deux fois blessé, titulaire de douze citations, le général Valluy est décoré de nombreux ordres français et étrangers.

### Décorations françaises
- Grand-croix de la Légion d'honneur (3 avril 1960)
  - Grand-officier (5 mai 1948)
  - Commandeur (3 avril 1945)
  - Officier (1er septembre 1940)
  - Chevalier (15 septembre 1926)
- Croix de guerre 1914–1918 (1 citation)
- Croix de guerre 1939–1945 (3 citations)
- Croix de guerre des Théâtres d'opérations extérieurs (8 citations dont Levant : 3 citations, Maroc : 3 citations, Indochine : 2 citations)

### Décorations étrangères
- Commandeur de la Legion of Merit (États-Unis)
- Distinguished Service Order (DSO) (Royaume-Uni)